# Erika Cool
Erika Cool est une ancienne actrice de cinéma érotique et pornographique belge d'origine néerlandaise.

## Biographie
Erika Cool fut active en France dans la deuxième moitié des années 1970, notamment dans les productions distribuées par Alpha France. C'est à cette époque qu'elle se lia d'amitié avec Brigitte Lahaie. 
Elle est née à Bruxelles, en Belgique. Elle fut mannequin et commença sa carrière cinématographique en Belgique, elle vécut aux Pays Bas où elle étudia les arts, et est partie ensuite à Paris tenter sa chance dans le monde de la mode et du spectacle. C'est là que commence sa carrière dans le cinéma érotique, qui dura jusqu'en 1979.
Dans certains films elle est créditée du nom de Laura Lore ou encore Rita Dunkan.
A l'issue de sa carrière, elle se reconvertit dans l'immobilier . 
Son premier roman UPDATE écrit en néerlandais est sorti aux éditions Houtekiet. Elle y décrit notamment que son passé d'actrice ressurgit régulièrement dans son activité d'agent immobilier, notamment à l'initiative de concurrents malveillants.
En 2018, elle co-signe la tribune "Liberté d’importuner" par l'intermédiaire de Brigitte Lahaie.
Depuis 2002 ou elle créera le marché des Arts et des Artistes, elle s'adonne à la peinture et aux créations numériques https://www.erikacool.art/fr
Son travail est reconnu par nombre de connaisseurs et d'amateurs d'art 
Elle expose à Paris à l'occasion de la sortie du dernier livre de Brigitte Lahaie https://pulsestore.net/lahaie-par-brigitte/
Elle expose en Belgique chez Marc Breyne https://marcbyhb.com/

## Filmographie sélective
- 1974 : Tous les chemins mènent à l'homme[7] de Jack Guy
- 1975 : Draguse ou le manoir infernal[8] de Patrice Rohmm[9]
- 1975 : Train spécial pour Hitler de Alain Payet
- 1975 : Les Elèves de Madame Saint-Claude de Norbert Terry
- 1976 : Couple débutant cherche couple initié de Claude Pierson
- 1976: Les demoiselles du pensionnat de Jean Claude Roy
- 1977 : Brigade Call Girls de Jean-Claude Roy
- 1977 : Sex Airlines de Didier Philippe-Gérard
- 1977 : Tout est permis de Jean Desvilles
- 1977 : Cathy, fille soumise de Bob w. Sanders (Robert Renzulli)
- 1977 : Sarabande porno (ou Esclaves sexuelles sur catalogue) de Burd Tranbaree (Claude Bernard-Aubert)
- 1978 : Bordel SS de José Bénazéraf
- 1978 : L'hôtel des fantasmes de Jean-Claude Roy
- 1978 : Les Maîtresses (Je cris... je jouis) de Claude Bernard-Aubert
- 1979 : Caresses inavouables de Burd Tranbaree (Claude Bernard-Aubert)
- 1979 : Viol la grande peur de Pierre chevalier